# Bulletin trimestriel de l'Institut archéologique du Luxembourg
Le Bulletin trimestriel de l'Institut archéologique du Luxembourg est une publication scientifique  à comité de lecture, publiée par l'asbl Institut archéologique du Luxembourg. Les sujets traités relèvent de l'histoire, du folklore et de l'archéologie en province de Luxembourg.
Le Bulletin trimestriel fut fondé en janvier 1925, dans la mouvance plus généralement européenne de l'étude du folklore, des coutumes et des traditions populaires. Près de 250 fascicules sont publiés en presque 100 ans. 
En 1942, le Bulletin trimestriel abandonne la périodicité trimestrielle pour passer à un rythme semestriel, reprenant toutefois la cadence de 3 à 4 fascicules annuels dans les années 1950. Après 1963, la règle des deux fascicules annuels n'a plus été démentie. La revue a toutefois gardé la référence trimestrielle dans sa dénomination.
Les Bulletins trimestriels de l'Institut Archéologique du Luxembourg depuis leur début en 1925 jusqu’à l’année 2012 sont disponibles en ligne sur le portail Neptun. Tous les documents ont été numérisés sous format flippingbook et océrisés (OCR) ce qui rend possible la recherche à l'intérieur du texte.